# Paléopolis (Gannat)
Pour les articles homonymes, voir Paléopolis.
Paléopolis, « la colline aux dinosaures », est un parc de loisirs à thème, à vocation à la fois pédagogique et ludique, sur le thème de la paléontologie. Il est situé à Gannat (Allier). Il est la propriété du Conseil départemental de l'Allier.

## Localisation
Paléopolis est situé sur les hauteurs qui dominent Gannat à l'ouest, à l'emplacement de l'ancien domaine agricole de Chazoux, à gauche de la route de Gannat à Bègues, un peu avant que cette route ne franchisse l'A719, antenne de l'A71 en direction de Vichy. Le site se trouve à proximité de la sortie 12 de l'A71 et, sans ligne régulière, est accessible par autocar de location ou automobile.

## Expositions et activités
Paléopolis met en valeur le gisement fossilifère du Mont Libre au-dessus de Gannat, et plus généralement la richesse du département de l'Allier en géodiversité (sites paléontologiques (Buxières-les-Mines, Commentry, Saint-Gérand-le-Puy, Châtelperron). Le site du Mont Libre est connu pour les découvertes paléontologiques, datant du début du Miocène (ère tertiaire), qui y ont été faites, en particulier le rhinocéros sans corne (Diaceratherium lemanense) trouvé en 1993 par François Escuillié et son équipe. À cette époque, il y a 23 millions d'années, le site surplombait un grand lac qui occupait la Limagne bourbonnaise alors tropicale.
Sur une surface de cinq hectares, Paléopolis propose une exposition permanente de 600 m2 (« La fascinante histoire de la vie sur terre, 4 000 000 000 d'années d'évolution »), des expositions temporaires (en 2016, « Paléomonsters » présentant des moulages de grands prédateurs disparus), une exposition de minéraux sur (200 m2) (« Trésor des mines de France »), des ateliers d'animations pour les enfants et les adultes (avec un chantier de fouille reconstitué).

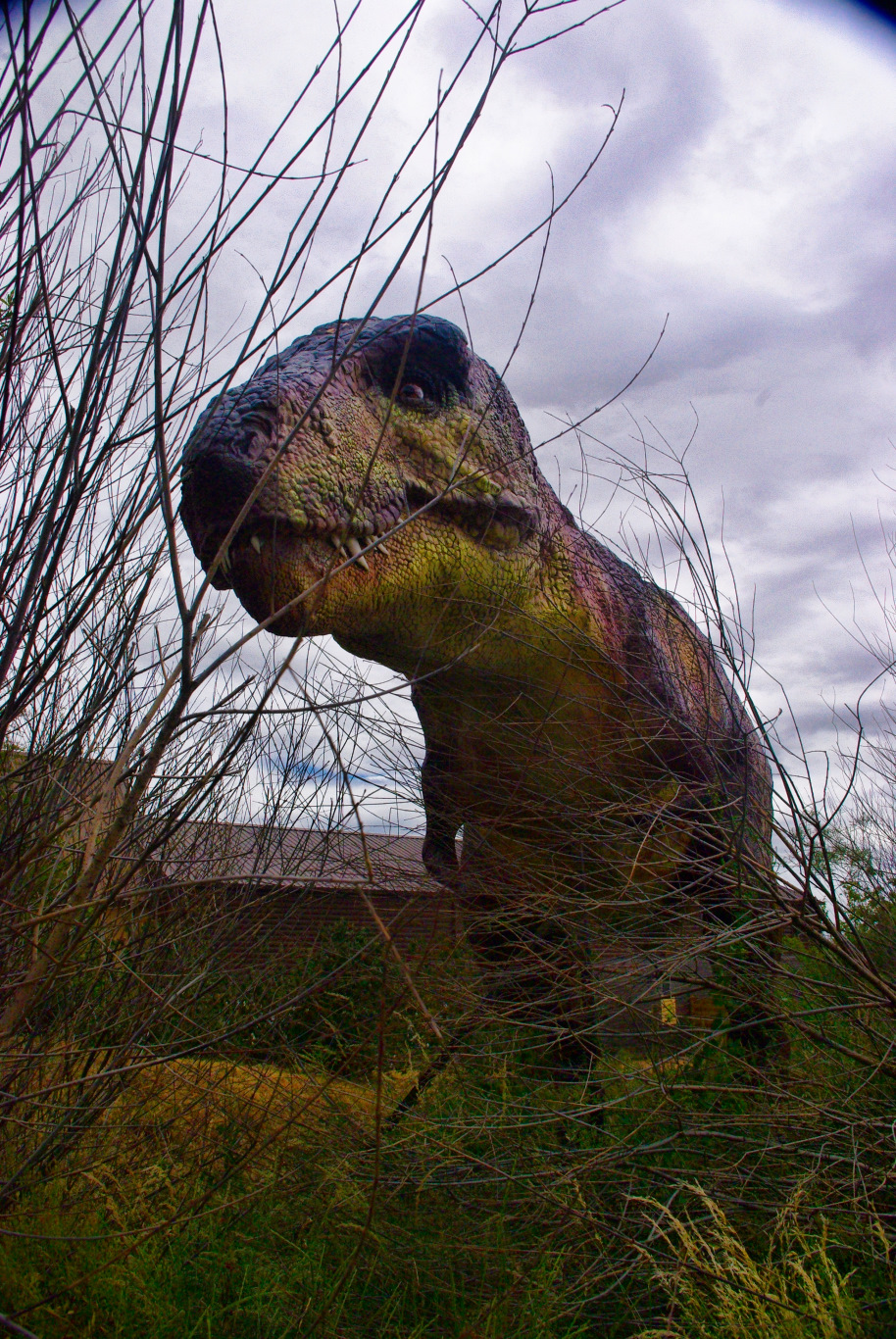
Tyrannosaurus rex
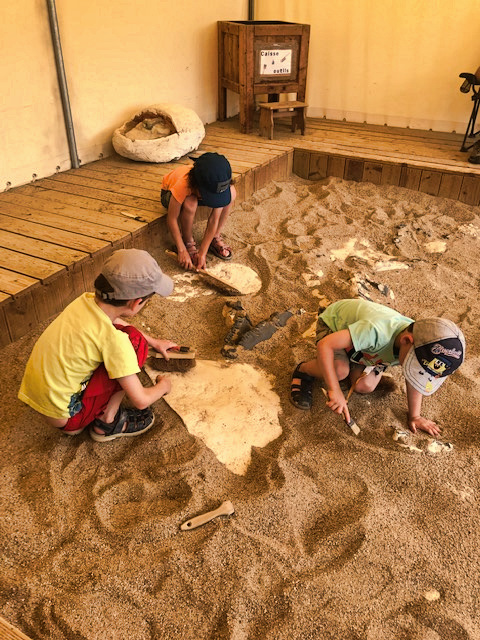
Atelier de fouilles pour enfants à Paléopolis
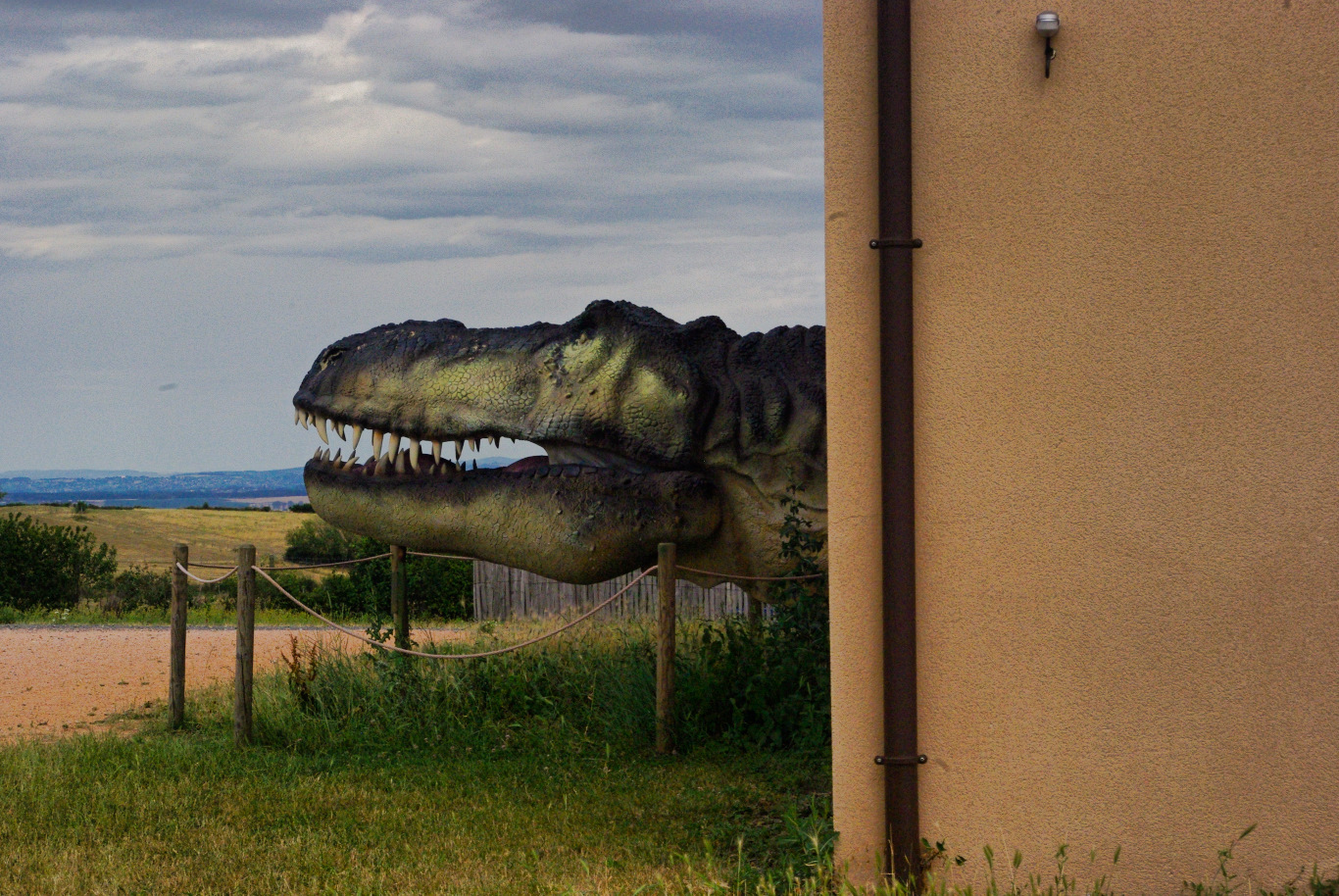
Tête d'Albertosaurus

Une boutique, un restaurant (Le Bivouac) ainsi qu'un sentier de découverte nature complètent l'équipement.

## Évolution
Inauguré le 27 mars 2013, Paléopolis a pris la suite de Rhinopolis, espace muséographique associatif consacré à la paléontologie qui se trouvait dans Gannat même, près du château.
La réalisation et la gestion du parc ont été confiées à la société privée Fossilis dans le cadre d'un contrat de délégation de service public d'une durée de 8 ans. Le parc a ouvert partiellement en 2012 avec une exposition de préfiguration consacrée aux dinosaures des régions polaires (qui avaient à l'époque un climat tempéré). En 2015, pour les petits enfants, un petit monde de Playmobil est mis en place.
La fréquentation a été de 36 000 visiteurs en 2015. À ce moment le Conseil départemental de l'Allier souhaite y introduire davantage d'attractions ludiques et de présentations numériques. Cette tendance n'est pas propre à Paléopolis et d'autres établissements sont concernés. En désaccord sur la place dévolue à ces attractions, le Conseil départemental de l'Allier et la société Fossilis mettent fin à leur partenariat en janvier 2016.
La gestion du parc est ensuite confiée par le Conseil départemental de l'Allier à la société Organicom qui met en place de nouvelles animations, notamment numériques, dont un jeu vidéo où le visiteur est mis dans la peau d'un dinosaure, une borne-arcade où il faut tuer des dinosaures dans des scènes rappelant le film Jurassic Park, et un casque de réalité virtuelle pour une immersion dans le monde des dinosaures. D'autres devraient suivre (modèles d’animatronix, salle de projection pour films 3D).
À l'occasion de ses dix ans d'existence, le parc s'est doté, en 2023, de dix nouvelles structures de dinosaures (un triceratops, des australovenators, un apatosaurus de 23 mètres…), dont certaines sont animées.
Le parc enregistre plus de 50 000 visites en 2023.
Le site, à vocation à la fois ludique et scientifique, dispose de plus de 200 fossiles découverts dans le Bourbonnais. Il propose en outre des bornes d'arcades, des casques de réalité virtuelle ainsi que des jeux d'évasion axés sur le thème sur le thème de la paléontologie puis, en 2024, un dessin animé en 4D,[source secondaire souhaitée].